# Aída de la Cruz
Aída de la Cruz  (Barcelona, España, 1 de octubre de 1978) es una actriz española. Ha trabajado en numerosas series de televisión entre otras Los Serrano, Física o química, Ventdelplà o Doctor Mateo. En 2012 se incorporó a la serie El secreto de Puente Viejo en el papel de Candela Mendizábal
Tiene una larga trayectoria en teatro. En 2010 interpretó el papel de Ofelia en Hamlet, dirigida por Oriol Broggi.

## Teatro
- Hair – Dir. Daniel Anglès. Teatro Apolo
- Hamlet - Dir. Oriol Broggi. Biblioteca de Catalunya
- Viatge a California – Dir. Moisès Maicas. Versus Teatre
- Primera història d’Esther – Dir. Oriol Broggi. TNC
- El enfermo imaginario – Dir. Pere Fullana
- Muda – Dir. Abel Coll.
- Hermanos de Sangre – Dir. Lluis Ramirez. Teatro Novedades
- Perversitat sexual a Chicago – Dir. Abell Coll. Teatro Tantarantana
- La casa de Bernarda Alba – Dir. J. Guaski. Barcelona
- La Ruina - Dir. Jordi Casanovas
- "Ella(s) " Bobbi- Teatro sin Red - Dir. Maribel Ripoll

## Filmografía
Televisión:
| Series de Televisión | Series de Televisión       | Series de Televisión          | Series de Televisión | Series de Televisión |
| Año                  | Título                     | Papel                         | Cadena               | Capítulos            |
| -------------------- | -------------------------- | ----------------------------- | -------------------- | -------------------- |
| 2002                 | Nines Russes               | María                         | TV3                  | 1 episodio           |
| 2003                 | Los Serrano                | Mari Pau                      | Telecinco            | 1 episodio           |
| 2004 / 2009          | Hospital Central           | Nazaria Morón / Sonia Fonseca | Telecinco            | 2 episodios          |
| 2005-2007            | 7 días al desnudo          | Roxana Perales                | Telecinco            | 9 episodios          |
| 2006                 | Àngels i Sants             | Virginia                      | TV3                  | 7 episodios          |
| 2007                 | MIR                        | Barbára                       | Telecinco            | 1 episodio           |
| 2008                 | Mar de fons                | Mireia                        | TV3                  | 22 episodios         |
| 2009                 | Física o Química           | Andrea                        | Antena 3             | 6 episodios          |
| 2009-2010            | Ventdelplà                 | Tura Rossinyol                | TV3                  | 25 episodios         |
| 2010                 | Doctor Mateo               | Marina                        | Antena 3             | 5 episodios          |
| 2011-2012            | Arrayán                    | Valentina                     | Canal Sur            | 157 episodios        |
| 2012                 | Olor de colonia            | Germana Ángeles               | TV3                  | 2 episodios          |
| 2012-2017            | El secreto de Puente Viejo | Candela Mendizábal            | Antena 3             | 1214 episodios       |
| 2021-2022            | Dos vidas                  | Elena Prieto                  | TVE                  | 255 episodios        |

Cine:
| Películas | Películas | Películas       | Películas        | Películas |
| Año       | Título    | Papel           | Notas            |           |
| --------- | --------- | --------------- | ---------------- | --------- |
| 2004      | Iris      | Ágata (Pequeña) | Papel Espóradico |           |